# Elecciones Constituyentes de Uruguay de 1933
El 25 de junio de 1933 se realizaron las elecciones a la asamblea constituyente de Uruguay. Estas siguieron a un autogolpe de estado de Gabriel Terra el 31 de marzo, siguiendo el autogolpe, la Asamblea fue designada para crear una nueva constitución. Las distintas facciones del Partido Colorado emergieron como el grupo más numeroso en la Asamblea, ganando 151 de los 284 constituyentes.

## Resultados
| Partido o lema       | Partido o lema                                             | Votos   | %      | Diputados obtenidos |
| -------------------- | ---------------------------------------------------------- | ------- | ------ | ------------------- |
| Partido Colorado     | Partido Colorado Batllista Terrista                        | 80,563  | 32.63  | 95                  |
| Partido Colorado     | Partido Colorado Gral Rivera                               | 24,088  | 9.76   | 28                  |
| Partido Colorado     | Partido Colorado por la Tradición                          | 13,713  | 5.55   | 15                  |
| Partido Colorado     | Partido Colorado Radical                                   | 11,595  | 4.70   | 13                  |
| Partido Colorado     | Comisión Nacional para la Unificación del Partido Colorado | 802     | 0.32   | 0                   |
| Partido Colorado     | Total                                                      | 130,761 | 52.96  | 151                 |
| Partido Nacional     | Partido Nacional                                           | 101,419 | 41.08  | 117                 |
| Unión Cívica         | Unión Cívica                                               | 9,707   | 3.93   | 11                  |
| Partido Comunista    | Partido Comunista                                          | 4,950   | 2.01   | 5                   |
| Partido Reformista   | Partido Reformista                                         | 45      | 0.02   | 0                   |
| Total                | Total                                                      | 246,882 | 100.00 | 284                 |
| Votantes Registrados | Votantes Registrados                                       | 428,597 | -      |                     |
| Fuente: Nohlen       |                                                            |         |        |                     |

## Consecuencias
La Asamblea creó una nueva constitución la cual fue aprobada en un Plebiscito, y promulgada en el año siguiente. abolió el Consejo Nacional de Administración, reemplazándolo con un Consejo de Ministros de 9 miembros, en el cual el segundo partido más votado tenía garantizado 3 miembros. también se le dio al segundo partido más votado en las elecciones legislativas la mitad de los escaños del Senado.